# Рокунов, Владимир Александрович
Владимир Александрович Рокунов (6 августа 1969) — советский и российский футболист, нападающий, тренер. Тренерская лицензия «А-УЕФА». «А-УЕФА элитный юношеский футбол», Лицензия инструктора по тренерскому образованию.

## Биография

### Клубная карьера
Воспитанник футбольной школы саранской «Светотехники». На взрослом уровне дебютировал в составе своей команды 1986 году во второй лиге. В 1988—1989 годах проходил военную службу, выступая за СКА МВО (Балашиха) в соревнованиях коллективов физкультуры, затем вернулся в Саранск. После распада СССР в течение двух сезонов выступал со своим клубом в первой лиге России, затем команда опустилась во вторую лигу. Стал четвертьфиналистом Кубка России 1992/93, выходил на поле в матче 1/4 финала против московских армейцев, а в 1/8 финала сделал «дубль» в ворота игравшего тогда в высшей лиге «Факела».
В 1995 году перешёл в ульяновскую «Волгу», где провёл один сезон. Затем играл за саранский клуб «Биохимик-Мордовия», снова за «Светотехнику» и за нижегородский клуб «Торпедо-Виктория». В 1999 году вернулся в «Биохимик-Мордовию» и выступал за этот клуб до конца профессиональной карьеры в 2003 году. После этого несколько лет играл за любительские команды.
Всего на уровне профессионалов (мастеров) сыграл в первенствах СССР и России 414 матчей и забил 87 голов. За профессиональные клубы Саранска провёл 379 матчей (245 — за «Светотехнику» и 134 — за «Биохимик-Мордовию»). В первом дивизионе сыграл 65 матчей, во втором — более 230. В Кубке России — 10 матчей и 2 гола.

### Тренерская карьера
В 2004 году начал тренерскую карьеру в качестве ассистента главного тренера «Биохимика». Затем возглавлял любительскую команду «Сарэкс-Мордовия», будучи играющим тренером. В 2005 году окончил ВШТ. В 2007 году работал с пензенским «Зенитом», в ряде источников назван главным тренером
С конца 2000-х годов работает в Саранске с детско-юношескими и молодёжными командами. В сезоне 2014/15 возглавлял молодёжный состав «Мордовии». Также возглавлял любительские команды из чемпионата республики.

## Личная жизнь
Женат, двое детей. Дочь Дарья в 2017 году была признана Мисс ФК «Мордовия».